# Hesperapis gessorum
Hesperapis gessorum är en biart som först beskrevs av Constance Margaret Eardley 2007.  Hesperapis gessorum ingår i släktet Hesperapis och familjen sommarbin. Inga underarter finns listade i Catalogue of Life.